# Claus Goldenstein
Claus Goldenstein (* 1959 in Verden) ist ein deutscher Unternehmer und Rechtsanwalt.

## Leben und Ausbildung
Claus Goldenstein wurde in der Familie eines Verdener Unternehmers geboren. Er besuchte das Gymnasium am Wall in Verden, anschließend die Berufsschule und machte seinen Abschluss als Großhandelskaufmann bei der Firma Frerichs. Im Jahr 1980 machte er sein Abitur und studierte anschließend Rechtswissenschaften an der Universität des Saarlandes, der Universität Perugia und der Universität Hamburg.

## Beruflicher Werdegang
Zwischen 1992 und 1998 war Goldenstein Liquidator von 26 staatseigenen Betrieben der früheren DDR. 1992 gründete Claus Goldenstein die Rechtsanwaltskanzlei Goldenstein & Partner, aus der später die Verbraucherkanzlei Goldenstein Rechtsanwälte und die Energiekanzlei Goldenstein hervorgingen.
Im Jahr 2020 gewann Goldenstein vor dem deutschen Bundesgerichtshof einen Prozess, der es den vom Dieselskandal betroffenen Autokäufern erleichterte, Schadensersatzansprüche in der Sache durchzusetzen.
2023 hat Goldensteins Anwaltskanzlei mehr als 100 Tesla-Besitzer vertreten, die ihren Kaufvertrag aufgrund eines Formfehlers in der Widerrufsbelehrung von Tesla rückgängig machen wollen.
Im selben Jahr kündigte die Kanzlei an, dass sie Anleger vertreten wird, die vom Vermögensverwalter DWS in angeblich irreführender Weise als nachhaltiger beworben wurden, als sie tatsächlich waren.
2024 unterstützte Claus Goldenstein mit seiner Kanzlei über 4.500 Verbrauchern dabei, ihre Online-Spielverluste von illegalen Glücksspielanbietern zurückzufordern. Einem Mandanten der Kanzlei sprach das Landgericht Kleve eine Erstattung seiner Verluste in Höhe von 546.000 Euro zu. Das Oberlandesgericht München sprach einem anderen Mandanten über 60.000 Euro zu.